# António Feijó

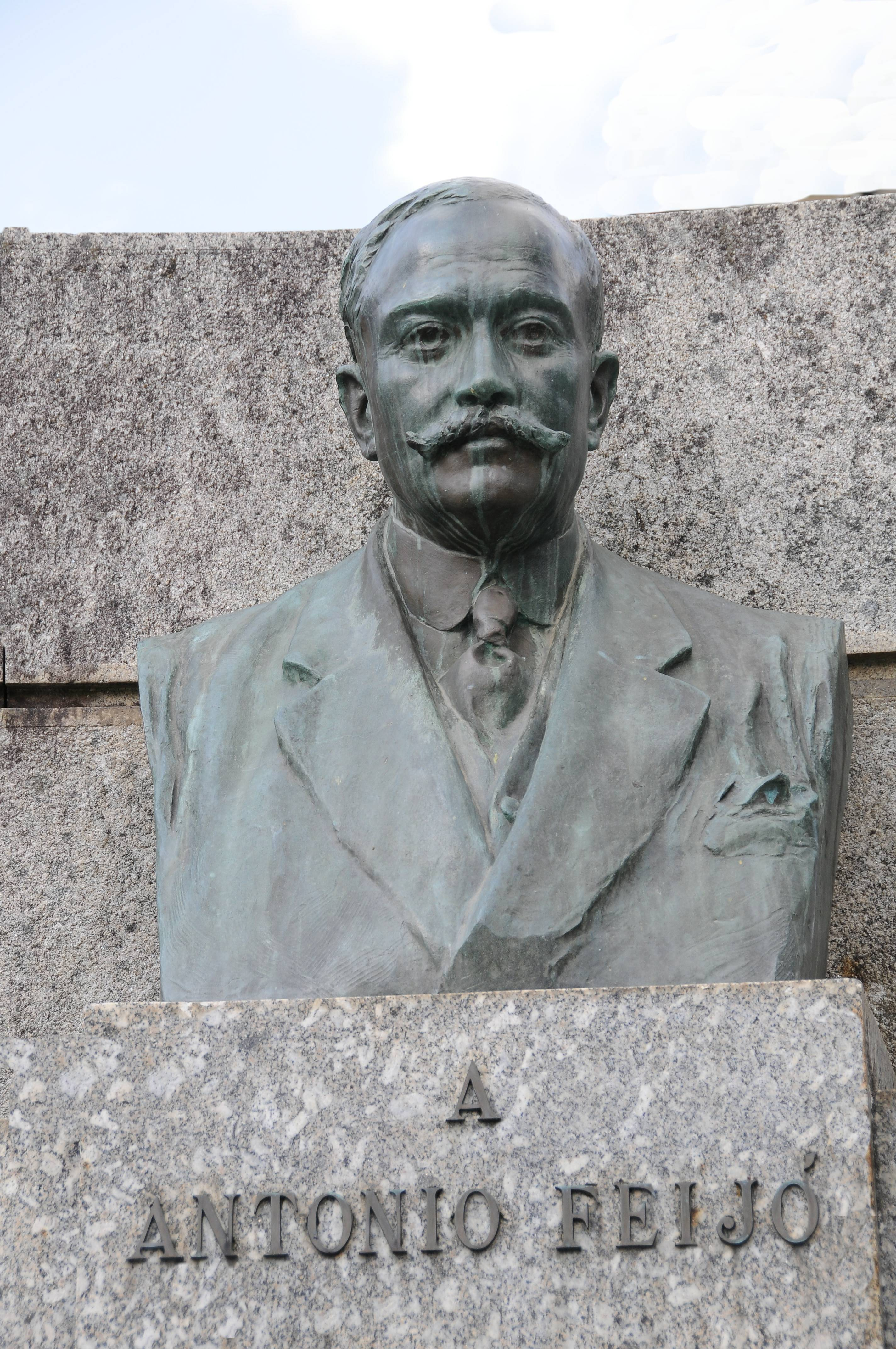
Ponte de Lima: homenagem a António Feijó (detalhe)

António de Castro Feijó (Ponte de Lima, Ponte de Lima, 1 de junho de 1859 – Estocolmo, 20 de junho de 1917) foi um poeta e diplomata português. Como poeta, António Feijó é habitualmente ligado ao Parnasianismo e o final da sua obra tende a um certo tom fúnebre.

## Biografia
Nasceu a 1 de junho de 1859 na rua de Santo António, numa casa que já não existe por ter sido eliminada a rua onde se situava, para ser construído o Palacete Villa Moraes, na freguesia e concelho de Ponte de Lima. Foi batizado a 6 de junho de 1859, na igreja da freguesia de Feitosa, em Ponte de Lima, como filho de José Agostinho Castro Correia Feijó, natural de Melgaço (freguesia de Roussas), e de Joana do Nascimento Malheiro Sampaio, natural de Ponte de Lima.
Fez os estudos liceais em Braga, de onde partiu, em 1877 para Coimbra, onde concluiu o curso de Direito em 1883. Dirigiu, juntamente com Luís de Magalhães, a Revista Científica e Literária publicada nos seus tempos de estudantes académicos da Universidade de Coimbra.
Em 1886 ingressou na carreira diplomática.
Exerceu cargos diplomáticos no Brasil (consulados nos estados de Pernambuco e do Rio Grande do Sul) e, a partir de 1895, na Suécia, assim como na Noruega e na Dinamarca.
Desposou em 24 de Setembro de 1900 a sueca Maria Luísa Carmen Mercedes Joana Lewin (nascida em 19 de agosto de 1878), cuja morte prematura, em 21 de setembro de 1915, o viria a influenciar numa temática fúnebre, patente na sua obra.

## Principais obras
- Transfigurações, 1882
- Líricas e Bucólicas, 1884
- Cancioneiro Chinês, 1890
- Ilha dos Amores, 1897 (reedição digital da Bibliotrónica Portuguesa)
- Bailatas, 1907
- Sol de Inverno, colectânea de poesias escritas 1915-1917, editada postumamente em 1922 (eBook)
- Novas Bailatas, editada postumamente em 1926